# Dennis Kucinich
Dennis John Kucinich, født 8. oktober 1946 i Cleveland, Ohio, USA, er en amerikansk demokratisk politiker.
Hans far var kroat og hans mor af irsk herkomst. Kucinich er katolik. Han er blevet skilt to gange og har en datter, Jackie, fra ægteskabet med Sandra Lee McCarthy. Han giftede sig for tredje gang i 2005. Hans tredje kone, Elizabeth, er britisk statsborger.
Han var borgmester i Cleveland 1978-1979 og har været medlem af Repræsentanternes Hus for 10. distrikt i Ohio siden 1997.
11. december 2006 offentliggjorde han, at han går efter at blive nomineret som Demokraternes præsidentkandidat i 2008. Han forsøgte sig også i 2004.